# أل بيرارد
أل بيرارد (بالإنجليزية: Al Berard)‏ هو عازف كمان ‏ وملحن أمريكي، ولد في 1960، وتوفي في 2014.

## وصلات خارجية
- أل بيرارد على موقع ميوزك برينز (الإنجليزية)
- أل بيرارد على موقع ديسكوغز (الإنجليزية)